# 曙岩
68°4′S 42°55′E / 68.067°S 42.917°E
曙岩是南極洲的岩石，位於毛德皇后地的奧拉夫王子海岸，處於曙冰川終點以東，由日本探險隊根據測量和空中照片繪入地圖，現時由南極條約體系管理。